# Atalophlebia australasica
Atalophlebia australasica is een haft uit de familie Leptophlebiidae. De wetenschappelijke naam van de soort is voor het eerst geldig gepubliceerd in 1843 door Pictet.
De soort komt voor in het Australaziatisch gebied.